# Iró Dióti
Iró Dióti (grec moderne : Ηρώ Διώτη), née en 1979 à Athènes, est une économiste et femme politique grecque, membre du parti SYRIZA.

## Biographie

### Carrière professionnelle
Elle est diplômée du département d'études internationales et européennes de l'Université Aristote de Thessalonique.

### Engagement politique
Elle est membre du comité central de SYRIZA.
En 2012, elle est chargée de l'environnement dans le cabinet fantôme (« σκιώδης κυβέρνηση ») du parti.
Aux élections législatives grecques de janvier 2015, elle est élue députée au Parlement grec sur la liste de la SYRIZA dans la circonscription de Larissa.